# Blind Date (30 Rock)
"Blind Date" é o terceiro episódio da primeira temporada da série de televisão norte-americana de comédia de situação 30 Rock. Teve o seu enredo escrito por John Riggi, co-produtor executivo do seriado, e foi realizado pelo produtor supervisor Adam Bernstein. A sua transmissão original nos Estados Unidos ocorreu na noite de 25 de Outubro de 2006 através da rede de televisão National Broadcasting Company (NBC). Dentre as estrelas convidadas estão inclusas Katrina Bowden, Kevin Brown, Grizz Chapman, John Lutz, Maulik Pancholy, Keith Powell, Lonny Ross, Stephanie March. Brett Baer, co-produtor executivo da temporada, também fez uma participação.
O enredo do episódio centra-se no "encontro às cegas" que Jack Donaghy (interpretado por Alec Baldwin) marcou para Liz Lemon (Tina Fey) com uma amiga dele (March). Ao mesmo tempo, o executivo infiltra-se no jogo semanal de póquer dos argumentistas do TGS with Tracy Jordan e começa a vencer cada rodada até o estagiário da NBC, Kenneth Parcell (Jack McBrayer), juntar-se e demonstrar ser um excelente jogador.
Em geral, "Blind Date" foi recebido com opiniões positivas pelos membros da crítica especialista em televisão do horário nobre, com vários analistas afirmando ter sido o melhor episódio da temporada. De acordo com os dados publicados pelo sistema de mediação de audiências Nielsen Ratings, o episódio foi assistido por uma média de 6,01 milhões de telespectadores norte-americanos, e foi-lhe atribuída a classificação de 2,2 e seis de share no perfil demográfico dos telespectadores entre os 18 aos 49 anos de idade. Na 18.ª cerimónia anual dos prémios GLAAD Media, "Blind Date" recebeu uma nomeação na categoria Melhor Episódio (em uma série sem um personagem homossexual regular).

## Produção

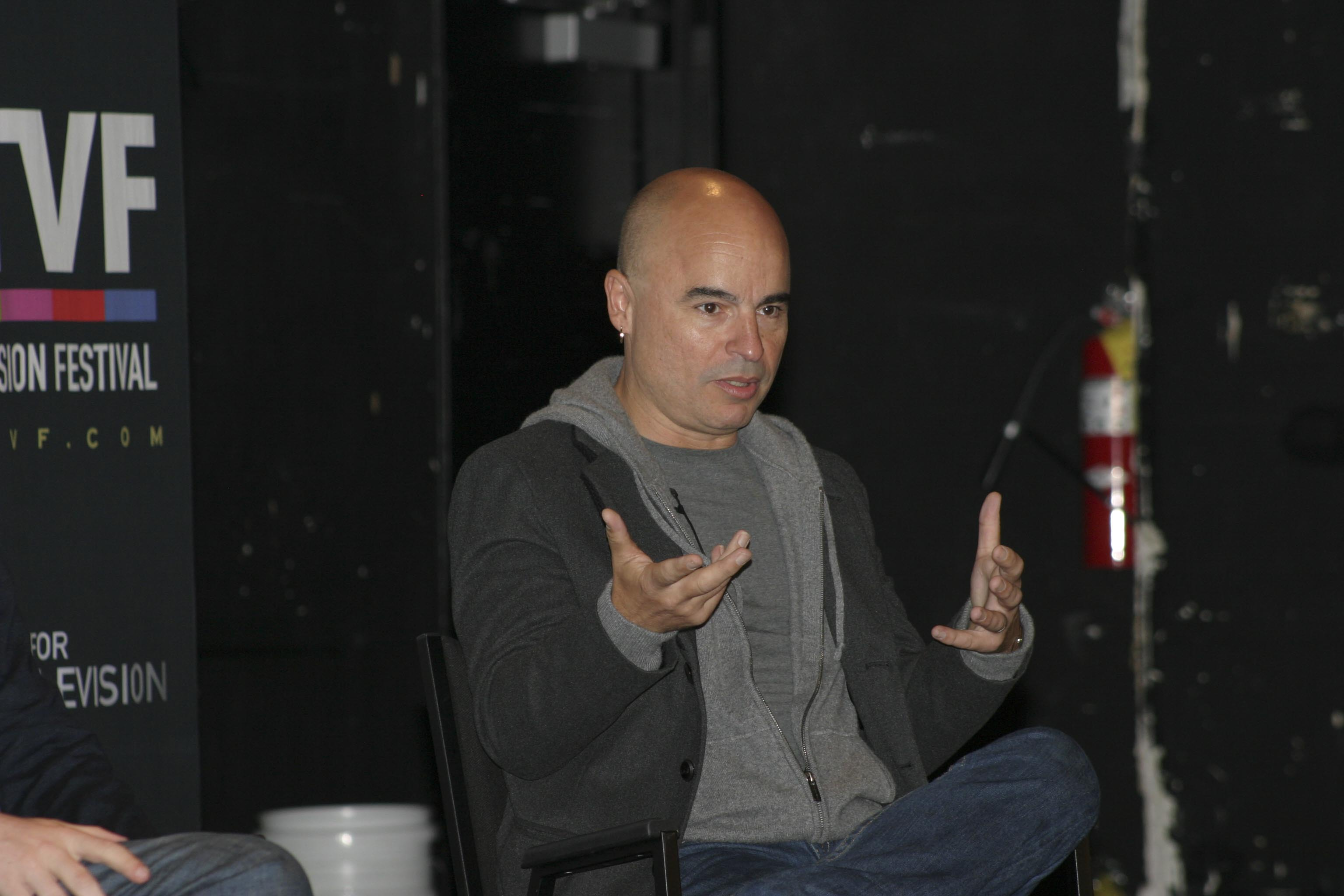
"Blind Date" teve o seu enrendo escrito pelo co-produtor executivo John Riggi.

"Blind Date" é o terceiro episódio da primeira temporada de 30 Rock. O seu enredo foi escrito pelo co-produtor executivo John Riggi e foi realizado pelo produtor supervisor Adam Bernstein, sendo este o terceiro consecutivo a ser realizado por ele. Na sua autobiografia Bossypants (2011), Tina Fey — criadora, produtora exeuctiva, argumentista-chefe e actriz principal de 30 Rock — apontou "Blind Date" como o seu episódio favorito dentre os que tiveram o guião escrito por Riggi.
Uma cena de "Blind Date" foi cortada da transmissão para a televisão. Ao invés disso, foi inclusa no DVD da primeira temporada de 30 Rock, como parte das cenas excluídas. Na cena em questão, o produtor Pete Hornberger chega ao escritório de Liz e conta-lhe sobre como Jack consertou a mesa do TGS na qual os argumentistas jogam póquer. Então, a argumentista pergunta a Pete se não se importaria caso trouxesse Gretchen para o jogo, como uma acompanhante.
O actor e comediante Judah Friedlander, intérprete da personagem Frank Rossitano em 30 Rock, é conhecido pelos seus bonés de camioneiro de marca registada que usa dentro e fora da personagem Frank. Os chapéus normalmente apresentam palavras ou frases curtas estampadas neles. Friedlander afirmou que ele próprio é quem faz os acessórios. Revelou também que "alguns deles são brincadeiras íntimas, e alguns são simplesmente piadas." A ideia veio do persona de Friedlander nas suas apresentações de comédia stand-up, nas quais os objectos de adorno estão todos estampados com a escrita "campeão mundial" em línguas e aparências diferentes. Em "Blind Date", Frank usa bonés que leem "Extra Sausage", "Joystick Master", e "Double Cheese."
A actriz Stephanie March fez uma participação em "Blind Date" como a intérprete da personagem Gretchen Thomas, uma mulher homossexual com quem Liz era suposto ter um jantar romântico. O co-produtor executivo da temporada, Brett Baer, fez também uma breve participação em "Blind Date", como um homem que tenta paquerar Liz depois de Gretchen ir-se embora do restaurante. Embora o nome da actriz Jane Krakowski, intérprete da personagem Jenna Maroney, tenha sido listado durante a sequência dos créditos de abertura, ela não participou de "Blind Date".

## Enredo
Jack Donaghy (Alec Baldwin) fica preocupado por ver Liz (Tina Fey), a argumentista-chefe do TGS, stressada e fraca devido às suas funções no trabalho e ainda por falta de contacto humano. Então, sugere que ela vá a um jantar com "o seu amigo Thomas", ao que, inicialmente, Liz recusa, contudo, quando quase engasga até a morte sozinha no seu apartamento naquela mesma noite — uma acção que Jack tinha descrito como "a maior preocupação de uma mulher solteira" — muda de ideias. A argumentista conhece o seu acompanhante em um restaurante e descobre que Jack marcou um encontro com Gretchen Thomas (Stephanie March), uma mulher homossexual. Apesar de Liz e Gretchen terem uma química óptima, Gretchen não está interessada em correr atrás de uma "menina direita". No dia seguinte, Liz repreende Jack por achar que ela fosse homossexual. À noite, Liz sente-se só e convida Gretchen. Depois de compartilharem os seus receios e preocupações sobre a vida de mulheres solteiras, elas vão jantar. No jantar, Gretchen revela que sente-se como se estivesse a começar a perseguir a "menina direita" e avisa que elas devem parar de se ver. Liz tenta fazer um pacto: que elas se encontrem depois de 25 anos e comecem um relacionamento se ambas ainda estiverem solteiras, mas Gretchen recusa e vai-se embora.
Entretanto, um jogo de póquer à noite é uma tradição de quinta-feira entre a equipa do TGS: Pete Hornberger (Scott Adsit), Josh Girard (Lonny Ross), Frank Rossitano (Judah Friedlander), James "Toofer" Spurlock (Keith Powell) e John D. Lutz (Lutz). Jack e Tracy Jordan (Tracy Morgan) juntam-se a eles pela primeira vez. Jack consegue derrotar todos os outros jogadores, excepto o estagiário Kenneth Parcell (Jack McBrayer), que vence a ronda final. No dia seguinte, Jack programa mais uma noite de póquer para aquela noite. Eventualmente, Jack e Kenneth chegam até a ronda final. Jack tem mais fichas e aposta tudo, se oferecendo para fazer da última rodada uma aposta de "o-vencedor-leva-tudo", caso Kenneth aceite apostar o seu emprego de estagiário como maneira de cobrir a aposta, ao que ele concorda. Após perder o jogo, Liz pergunta-lhe por que apostaria uma coisa como aquela, e ele responde que gosta de viver no limite e também estava confuso sobre as regras do jogo. Antes que o estagiário se vá, Jack explica-lhe que apenas fez aquilo para provar o seu poder sobre ele.

## Repercussão
Nos Estados Unidos, "Blind Date" foi transmitido originalmente na noite de 25 de Outubro de 2006 através da NBC como o terceiro episódio de 30 Rock. De acordo com as estatísticas publicadas pelo serviço de mediação de audiências Nielsen Ratings, "Blind Date" foi visto em 6,01 milhões de agregados familiares durante a sua transmissão original nos EUA e conseguiu uma avaliação de 2,2 e seis de share na fixa demográfica dos telespectadores entre os 18 aos 49 anos de idade, terminando a semana como o 72.° episódio mais assistido. Isso significa que ele foi visto por 2,2 por cento de todos os jovens de dezoito a 49 anos, e 6 por cento de todas as pessoas de dezoito a 49 anos de idade que estavam a assistir televisão no momento da transmissão. Este foi um aumento em relação ao episódio anterior, "The Aftermath", visto por 5,71 milhões de telespectadores americanos.
| Críticas profissionais  | Críticas profissionais |
| Avaliações da crítica   | Avaliações da crítica  |
| Fonte                   | Avaliação              |
| ----------------------- | ---------------------- |
| A.V. Club               | B+                     |
| AfterEllen.com          | (positiva)             |
| Alan Sepinwall          | (positiva)             |
| Chicago Tribune         | (mista)                |
| IGN                     | 9,0/10                 |
| The Palm Beach Post     | (positiva)             |
| Richmond Times-Dispatch | (positiva)             |

Robert Canning, para o portal britânico IGN, elogiou o episódio por "usar as suas forças" e por centrar-se nas melhores personagens da série: Liz e Jack. Canning ressaltou que Tracy "teve uma melhoria significativa da sua loucura constante", o que o fez ficar "mais engraçado na interpretação". Ele também gostou do aumento do tempo de câmera de Kenneth e da ausência da personagem Jenna Maroney, interpretada por Jane Krakowski. Um crítico de televisão do jornal Chicago Tribune notou que as cenas entre Jack e Liz são sempre "uma delícia" e vangloriou a cena na qual Liz castiga-lhe por pensar que ela fosse homossexual. Ademais, acrescentou que Friedlander, Powell e Adsit "não receberam trabalho suficiente" e ficou na esperança que o seriado produza momentos engraçados no escritório dos argumentistas. Sarah Warn, do portal LGBT AfterEllen.com, achou que para um episódio, a personagem lésbica Gretchen foi "uma das melhores que já vimos". Warn gostou do episódio em si, chamando-o de "um dos mais engraçados de comédia que vi até agora nesta temporada." Kevin D. Thompson, para o jornal The Palm Beach Post, declarou que "Blind Date" foi um dos "episódios mais engraçados do seriado", enquanto um jornalista do Richmond Times-Dispatch alegou ter sido "um dos melhores" de 30 Rock.
Na 18.ª cerimónia anual de prémios da Gay & Lesbian Alliance Against Defamation (GLAAD), "Blind Date" recebeu uma nomeação na categoria Melhor Episódio (em uma série sem um personagem homossexual regular), todavia, perdeu para "Where the Boys Are", sétimo episódio da terceira temporada de Grey's Anatomy.